# Ӎ
Cette page contient des caractères spéciaux ou non latins. S’ils s’affichent mal (▯, ?, etc.), consultez la page d’aide Unicode.
La lettre Ӎ (en minuscule ӎ) est une lettre de l'alphabet cyrillique. La lettre est utilisée uniquement en same de Kildin, une langue same écrite en cyrillique. Il s’agit d’un emme diacrité d’une queue.
Le son représenté par la lettre Ӎ est une consonne occlusive nasale bilabiale voisée, /m̥/.

## Représentations informatiques
Le emme à queue peut être représenté avec les caractères Unicode suivants :
| formes    | représentations | chaînes de caractères | points de code | descriptions                             |
| --------- | --------------- | --------------------- | -------------- | ---------------------------------------- |
| capitale  | Ӎ               | Ӎ                     | U+04CD         | lettre majuscule cyrillique emme à queue |
| minuscule | ӎ               | ӎ                     | U+04CE         | lettre minuscule cyrillique emme à queue |